# The Best New Horror: Volume Ten
The Best New Horror: Volume Ten är den tionde volymen i antologiserien med samma namn. Den publicerades 1999 på det brittiska bokförlaget Robinson och i USA på Carroll & Graf. Antologin vann British Fantasy Award 2000. Även enskilda noveller har prisbelönats; se nedan.

## Innehåll
- "Introduction: Horror in 1998" av Stephen Jones
- "Learning to Let Go" av Christopher Fowler
- "The Wedding Present" av Neil Gaiman
- "Adventures in Further Education" av Peter Atkins
- "Bondage" av Kathe Koja
- "The Keys to D'Espérance" av Chaz Brenchley
- "The Song My Sister Sang" av Stephen Laws (British Fantasy Award 1999)[2]
- "A Victorian Ghost Story" av Kim Newman
- "The Dead Boy at Your Window" av Bruce Holland Rogers (Bram Stoker Award 1999)[3]
- "Ra*e" av Ramsey Campbell
- "Upstairs" av Lawrence Watt-Evans
- "Postcards from the King of Tides" av Caitlín R. Kiernan
- "Everybody Goes" av Michael Marshall Smith
- "Yellow & Red" av Tanith Lee
- "What Slips Away" av Steve Rasnic Tem
- "Inside the Cackle Factory" av Dennis Etchison
- "The Specialist's Hat" av Kelly Link (World Fantasy Award 1999)[4]
- "The Boss in the Wall: A Treatise on the House Devil" av Avram Davidson och Grania Davis
- "Objects of Desire in the Mirror Are Closer Than They Appear" av Harlan Ellison
- "Mr. Clubb and Mr. Cuff" av Peter Straub (International Horror Guild Award 1998)[5] (Bram Stoker Award 1999)
- "Necrology: 1998" av Stephen Jones och Kim Newman